# 황학정
황학정(黃鶴亭)은 원래 광무 3년(1899년)에 활쏘기를 장려하는 고종의 칙령 발표와 함께 경희궁 회상전(會祥殿) 북쪽 담장 가까이 세웠던 궁술 연습을 위한 사정(射亭)이었다. 1974년 1월 15일 서울특별시의 유형문화재 제25호로 지정되었다.

## 역사
황학정은 1899년 경희궁내에 건립되었다. 이때 황학정 사계가 조직되었는데, 순종 황태자가 총재가 되었고 충정공 민영환이 사계장이 되었다. 이듬해 황태자의 생일인 천추경절에 궁술경기대회를 열며 공식 개정식을 갖았다. 청-일-러 3국의 3파전에 근심하던 고종황제는 황학정에서 활을 쏘며 피로를 풀었다. 1922년 일제가 경성중학교를 짓기 위해 경희궁을 헐면서 경희궁내 건물들이 일반에게 불하될 때 이를 받아 사직단 북쪽인 등과정(登科亭) 옛터인 현 위치에 이축하였다.
황학정이 있는 사직동의 등과정 자리는 한말까지 궁술 연습장으로 유명했던 곳이다. 등과정은 경복궁 서편 인왕산 기슭 옥동(玉洞)에 있던 등용정(登龍亭)· 삼청동의 운용정(雲龍亭)·사직동의 대송정(大松亭, 太極亭)·누상동의 풍소정(風嘯亭, 白虎亭)과 함께 인왕산 아래 서촌(西村) 오사정(五射亭)이라고 불렸다. 오사정을 비롯한 서울에 있던 이름 있는 활터는 일제 때에 전통 무술을 금지하면서 점점 사라졌다.
1928년 황학정에서는 제1회 전조선궁술대회가 개최되었고, 함께 조선궁술연구회가 조직되었고 이는 현재 대한궁도협회로 이어졌다. 이듬해에는 국궁이 사라져간다는 위기의식속에서 국궁 지침서인 조선의 궁술이 발간되었다.
해방 후 1947년 6월 제1회 전국궁술선수권대회가 황학정에서 개최되었고, 1948년에는 정부수립 경축 경기대회와 29회 전국체육대회 궁도부문 경기가 황학정에서 열렸다. 1958년에는 전국 남녀활쏘기대회가 처음 개최되었다.
고종황제의 어궁 '호미명 각궁'과 '전통'을 보관하기도 하였다.

## 시설
황학정의 활터는 전국에서 유명하였으며 광복 후에 계속 사용되었으나 6·25전쟁으로 건물도 파손되고 활쏘기도 중단되었다가 다시 중수되어 활터로 사용되고 있다. 과녁은 전방 약 145m 지점에 있으며, 1977년 일부 보수공사를 하였다.
황학정은 인왕산 동쪽 기슭 언덕 위에 동남향을 하고 자리잡았다. 정면에서 보아 4칸 중에서 동쪽 1칸은 서쪽의 3칸보다 한 단 높게 누마루를 꾸몄고, 동쪽 끝 초석은 장초석으로 처리되었다. 건물 정면 서쪽에서 2번째 칸 되는 추녀 밑에 '황학정' 현판이 걸려 있다. 북쪽 끝 1칸 양통은 온돌이며 나머지는 모두 우물마루를 깔았다. 주간 거리는 건물 정면의 서쪽에서 오른쪽으로 2,763mm, 3,051mm, 2,820mm, 2,793mm이며, 측면은 정면에서 뒤로 2,787mm, 2,820mm이다. 초석의 높이는 290mm, 장초석의 높이는 970mm이고, 대들보까지 기둥의 높이는 2,670mm이다.
건물은 외벌 장대석 기단 위에 사각기둥을 세우고, 정면과 동쪽 측면 기둥에는 칠언 절구의 주련(柱聯)을 걸었다. 정면 외부 기둥 사이에는 사분합문을 달았으며, 내부는 우물마루와 연등천장으로 되었다. 건물은 판대공으로 종도리를 받친 무고주(無高柱) 5량가이며, 굴도리를 사용하였다. 정자로서는 비교적 규모가 큰 건물이나 간결하고 소박하게 구조로 조영되었다.
건물 서남쪽 뒤로는 샘이 있고 그 뒤 바위에 황학정 팔경을 노래한 시를 음각하였으며, 건물 오른쪽인 동북쪽으로는 사모지붕의 한옥 한천각(閒天閣)이 있고, 그 서쪽 뒤로는 철근 콘크리트로 지은 사우회관(射友會館)이 있다.

## 황학정 팔경
황학정 건물 서북쪽 뒤 바위에 황학정의 팔경을 노래한 시가 암각되어 있는데, 내용은 아래와 같다.

백악청운(白岳晴雲) 북악산 걷히는 구름

자각추월(紫閣秋月) 자하문 문루 가을달

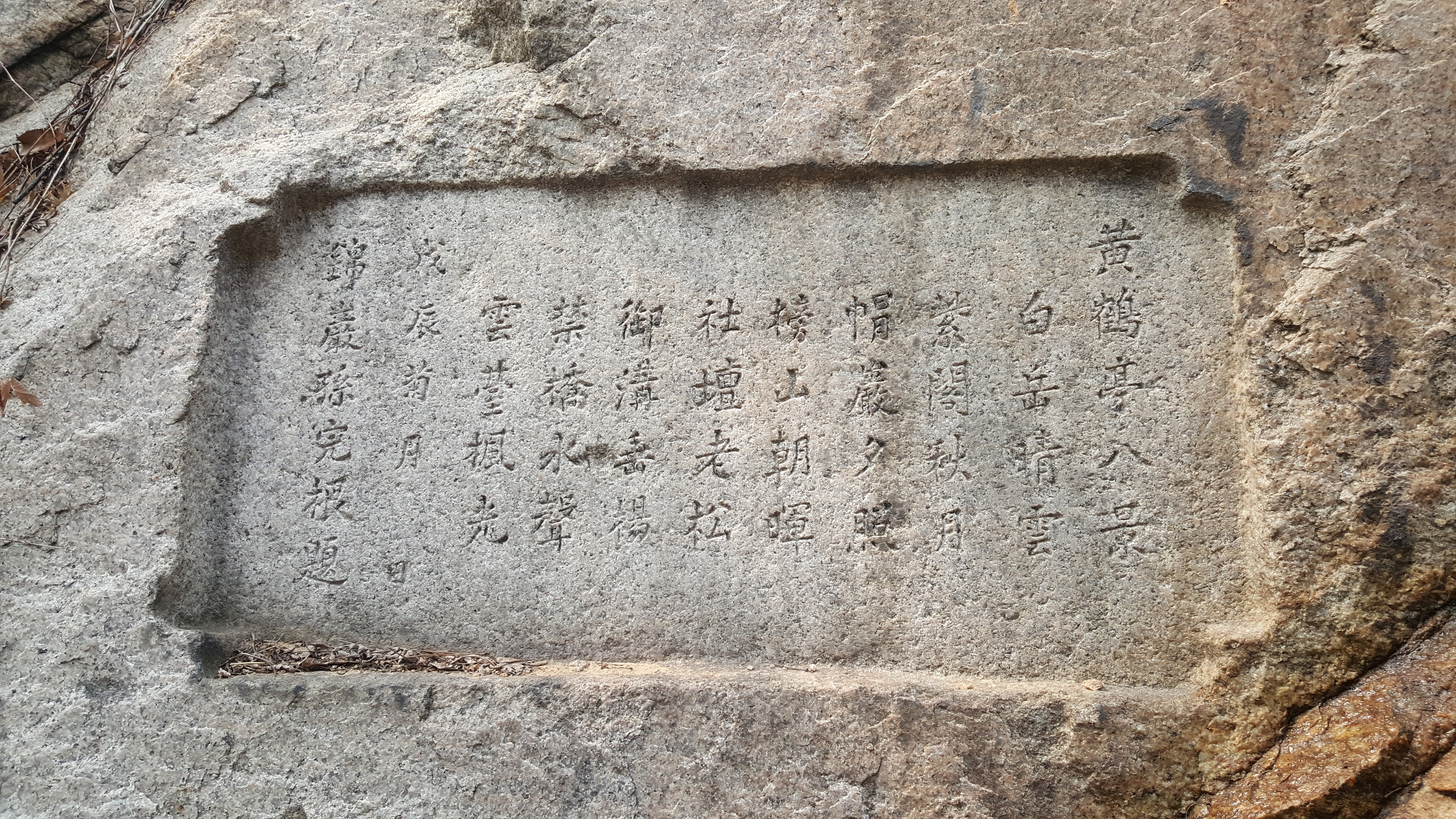

모암석조(帽巖夕照) 감투바위 석양 (감투바위는 황학정 왼쪽의 바위)

방산조휘(榜山朝暉) 인왕산 바위능선 아침햇살

사단노송(社壇老松) 사직단 늙은 소나무

어구수양(御溝垂楊) 청풍계 수양버들 (어구는 경복궁옆을 흐르는 개울)

금교수성(禁橋水聲) 경복궁 금청교 물소리 (금교는 청풍계 위를 지나 경복궁으로 들어가는 다리)

운대풍광(雲臺楓光) 필운대 단풍빛깔

## 같이 보기
- 한국의 국궁장 목록

## 참고 문헌
- 황학정 - 국가유산청 국가유산포털
- 본 문서에는 서울특별시에서 지식공유 프로젝트를 통해 퍼블릭 도메인으로 공개한 저작물을 기초로 작성된 내용이 포함되어 있습니다.